# Mírová smlouva s Maďarskem (1947)
Mírová smlouva s Maďarskem z roku 1947 je mírová smlouva mezi Maďarskem a vítěznými spojenci ukončující druhou světovou válku. Smlouva byla vyhlášena ve Sbírce zákonů pod číslem 192/1947 Sb. ve slovenském znění. 
Podmínky mírové smlouvy zahrnovaly:
- nulita první a druhé vídeňské arbitráže[1]
- úpravy hranic s Československem – odstoupení obcí Horváthjárfalu (od roku 1947 Jarovce)[2] Oroszvár (od roku 1947 Rusovce)[2] a Dunacsún (od roku 1947 Čunovo)[2] a jejich katastrálních území
- úpravy hranic se  Sovětským svazem. Již 29. června 1945 byla mezi představiteli Československa a SSSR uzavřena smlouva o odstoupení Podkarpatské Rusi – Zakarpatské Ukrajiny Sovětskému svazu. Smlouva byla za SSSR podepsána V.M. Molotovem a za Československo Zdeňkem Fierlingerem a Vladimírem Clementisem.
- obnovení hranic s Rumunskem (k 1. lednu 1938) a Jugoslávií a Rakouskem
- uzavření smlouvy o výměně obyvatelstva mezi Československem a Maďarskem
- otázky potrestání válečných zločinců, vojenské klauzule

Válečný stav mezi Maďarskem a Rumunskem skončil dnem, kdy nabyly platnost mírová smlouva s Maďarskem a mírová smlouva s Rumunskem.